# 3-as villamos (Budapest, 1945–1982)
A budapesti 3-as jelzésű villamos a Marx tér (Kádár utca), majd a metróépítés előrehaladtával az Árpád híd és Újpest, Fóti út között közlekedett. A járatot a Budapesti Közlekedési Vállalat üzemeltette. 1982. május 2-án szűnt meg a Váci úti villamosvonal Árpád híd–Újpest kocsiszín (napjainkban Újpest-Városkapu környéke) közötti szakasza, ezzel együtt a 3-as és az 55-ös villamosvonal. Pótlásukra az 1981-ben indult 3V jelzésű pótlóbuszt Újpest, Árpád út végállomásig hosszabbították. 1990. december 13-án az M3-as metró Árpád híd – Újpest-Központ szakaszának átadása után megszűnt.

## Története
Itt a Váci úti 3-as villamos története található. Ha a jelenlegi 3-as villamos története érdekel, lásd a 3-as villamosnál.
Az 1-es villamos betétjárataként közlekedett Nyugati pályaudvar és Újpest között. 1915-ben meghosszabbították, a Margit hídon át a Fehérvári útig, a mai Móricz Zsigmond körtér területéig járt. 1919 augusztusában a Kelenföldi pályaudvarig hosszabbodott, november 21-én megszűnt.
1920. március 8-án újra Nyugati pályaudvar és Újpest között közlekedett. 1921 júliusától novemberig lóversenyjáratként, kizárólag versenynapokon Rákospalotáig közlekedett. 1944 karácsonyáig közlekedett, majd 1945. április 30-án újra forgalomba állt Nyugati tér és Újpest, vasúti híd között. 1950. november 11-én végállomását Újpest, víztoronyhoz helyezték át. 1954. szeptember 6-án útvonala Újpest, Fóti út végállomásig hosszabbodott, ekkor betétjárata indult 3A jelzéssel a Marx tér – Újpesti vasúti híd útvonalon. 1955. február 28-án a 3A jelzése 1-esre módosult, majd 1961. szeptember 4-én ismét 3A-ra változtatták. 1963-ban a betétjárat megszűnt, majd 1964-től ismét közlekedett, végül 1974-ben szűnt meg. 1978-tól a metróépítés miatt terelve, a Dózsa György út–Lehel utca útvonalon közlekedett. 1981. április 1-jén az M3-as metró Deák tér–Élmunkás tér szakaszának építési munkálatai miatt megszűnt a Kádár utcai villamosvégállomás, ezért a 3-as (és az 55-ös) villamos az Árpád hídig rövidült. A kimaradó szakaszon a BKV elindította a 3V pótlóbuszt. 1982. május 2-án közlekedett utoljára a Váci úti 3-as és 55-ös villamos, pótlásukra a 3V járatot Újpest, Árpád útig hosszabbították. A pótlóbusz a metró Árpád híd–Újpest-Központ szakaszának átadásáig, 1990. december 13-ig közlekedett az Árpád híd és Újpest, Szilágyi utca között.

## Útvonala
| Újpest, Fóti út felé                          | Árpád híd felé                                |
| --------------------------------------------- | --------------------------------------------- |
| Árpád híd vá. – Váci út – Újpest, Fóti út vá. | Újpest, Fóti út vá. – Váci út – Árpád híd vá. |

## Megállóhelyei
| 0  | Árpád híd végállomás                       | 14 | 3V, 26, 32, 32, 33V, 43, 43, 55, 55, 84 55 |
| 1  | Frangepán utca (↓) Dagály utca (↑)         | 13 | 32, 32, 43, 43, 84 55                      |
| 2  | Forgách utca                               | 12 | 43, 84 55                                  |
| 3  | Thälmann utca (↓) Csavaripari Vállalat (↑) | 11 | 43, 84 55                                  |
| 4  | Gyöngyösi utca                             | 10 | 4, 4A, 4, 43, 43, 84 55                    |
| 5  | Szekszárdi utca                            | 9  | 43, 84 55                                  |
| 6  | Kender-Juta                                | 8  | 43, 84 55                                  |
| 7  | Újpest forgalmi telep                      | 7  | 55                                         |
| 8  | Árpád út (↓) Váci út (↑)                   | 6  | 43, 43, 84, 96 10, 55                      |
| 9  | Táncsics Mihály utca                       | 5  | 43, 43, 84, 96 10, 55                      |
| 10 | Zsilip utca                                | 4  | 43, 96 10                                  |
| 11 | Paksi József utca (↓) Timár utca (↑)       | 3  | 43, 96 10                                  |
| 12 | Egyesült Izzó                              | 2  | 43, 47, 96, 96 10                          |
| 13 | Hoffmann Ottó utca                         | 1  | 47, 96 10                                  |
| 14 | Újpest, Fóti út végállomás                 | 0  | 43, 47, 96, 96 10                          |

### Útvonaldiagram
- Az újpesti teherszállítási körzet áttekintő térképe. villamosok.hu. (Hozzáférés: 2017. január 21.)
- Az Újpest kocsiszín vágányhálózata (1985). villamosok.hu. (Hozzáférés: 2017. január 21.)
- A Váci út–Árpád út kereszteződés vágányhálózata (1985). villamosok.hu. (Hozzáférés: 2017. január 21.)
- A Váci út–Zsilip utca kereszteződés vágányhálózata (1985). villamosok.hu. (Hozzáférés: 2017. január 21.)
- A Váci út–Fóti út kereszteződés vágányhálózata (1985). villamosok.hu. (Hozzáférés: 2017. január 21.)
- Az Árpád hidi ideiglenes végállomás. hampage.hu. (Hozzáférés: 2017. január 21.)
- Tovább a Váci úton: az Árpád hídtól Újpest kocsiszínig. hampage.hu. (Hozzáférés: 2017. január 21.)
- Tovább a Váci úton: a kocsiszíntől az Árpád útig. hampage.hu. (Hozzáférés: 2017. január 21.)
- Tovább a Váci úton: az Árpád úttól a Fóti útig. hampage.hu. (Hozzáférés: 2017. január 21.)